# Skippund
 For alternative betydninger, se Pund. (Se også artikler, som begynder med Pund)
Skippund var tidligere en dansk vægtenhed lig med 20 lispund = 320 pund (eller 160 kg i metersystemet).